# Hermann Stöcker
Hermann Stöcker (6. ledna 1938, Borne – 14. května 2022) byl východoněmecký fotbalista, útočník.

## Fotbalová kariéra
Ve východoněmecké oberlize hrál za 1. FC Magdeburg, nastoupil ve 185 ligových utkáních a dal 42 gólů. S týmem 1. FC Magdeburg vyhrál třikrát východoněmecký fotbalový pohár. V Poháru vítězů pohárů nastoupil v 8 utkáních a dal 2 góly. Za reprezentaci Východního Německa (NDR) nastoupil v letech 1963–1965 ve 4 utkáních a dal 4 góly. Reprezentoval Německo na LOH 1964 v Tokiu, nastoupil ve 3 utkáních, dal 1 gól a získal s týmem bronzové medaile za 3. místo.

## Ligová bilance
| Ročník           | Zápasy | Góly |                  |
| ---------------- | ------ | ---- | ---------------- |
| I. liga 1960     | 25     | 4    | Aufbau Magdeburg |
| I. liga 1961/62  | 31     | 4    | Aufbau Magdeburg |
| I. liga 1962/63  | 25     | 10   | Aufbau Magdeburg |
| I. liga 1963/64  | 26     | 5    | Aufbau Magdeburg |
| I. liga 1964/65  | 24     | 8    | Aufbau Magdeburg |
| I. liga 1965/66  | 19     | 1    | 1. FC Magdeburg  |
| II. liga 1966/67 | -      | -    | 1. FC Magdeburg  |
| I. liga 1967/68  | 26     | 6    | 1. FC Magdeburg  |
| I. liga 1968/69  | 9      | 3    | 1. FC Magdeburg  |
| CELKEM I. liga   | 185    | 42   |                  |